# فردریش ترندلنبرگ
فردریش ترندلنبُرگ (آلمانی: Friedrich Trendelenburg؛ ‏ ۲۴ مهٔ ۱۸۴۴ – ۱۵ دسامبر ۱۹۲۴) جراح، پزشک و استاد دانشگاه اهل آلمان بود. او فرزند فیلسوف آلمانی فریدریش آدولف ترندلنبرگ و پدر داروشناس آلمانی پائول ترندلنبرگ و پدربزرگ داروشناس آلمانی اولریش گیورگ ترندلنبرگ بود. وی پزشکی را در دانشگاه گلاسگو و دانشگاه ادینبرو خواند و دورهٔ تحصیلات تکمیلی خود را در شاریته زیر نظر برنهارت فون لانگنبک گذراند و مدرک دکترای پزشکی خود را در ۱۸۶۶ دریافت کرد. او مدتی در دانشگاه روستوک و دانشگاه بن به طبابت مشعول شد و در سال ۱۸۹۵ جراح ارشد دانشگاه لایپزیگ شد. او در سال ۱۹۲۴ به سبب ابتلا به سرطان فک پایین درگذشت. آزمون ترندلنبرگ، نشانه ترندلنبرگ، حالت ترندلنبرگ، جراحی ترندلنبرگ، گام ترندلنبرگ، آزمون دق ترندلنبرگ–برودی و کانولای ترندلنبرگ همگی نام خود را از او می‌گیرند.